# Campionati del mondo di atletica leggera indoor 2025 - Pentathlon
La gara del pentathlon dei campionati del mondo di atletica leggera indoor 2025 si è svolta il 21 marzo.

## Podio
| Pos.    | Atleta         | Nazionalità | Misura  |
| ------- | -------------- | ----------- | ------- |
| Oro     | Saga Vanninen  | Finlandia   | 4773 p. |
| Argento | Kate O'Connor  | Irlanda     | 4677 p. |
| Bronzo  | Taliyah Brooks | Stati Uniti | 4571 p. |

## Situazione pre-gara

### Record
Prima di questa competizione, il record del mondo e il record dei campionati erano i seguenti.
| Record                | Prestazione | Atleta                      | Data e luogo                   | Competizione                    |
| --------------------- | ----------- | --------------------------- | ------------------------------ | ------------------------------- |
| Record mondiale       | 5055 p.     | Nafissatou Thiam Belgio     | 3 marzo 2023 Istanbul, Turchia | Campionati europei indoor 2023  |
| Record dei campionati | 5013 p.     | Natalija Dobryns'ka Ucraina | 9 marzo 2012 Istanbul, Turchia | Campionati mondiali indoor 2012 |

### Campionesse in carica
La campionessa mondiale indoor in carica era:
| Campionessa     | Atleta            | Prestazione | Data e luogo                      | Competizione                     |
| --------------- | ----------------- | ----------- | --------------------------------- | -------------------------------- |
| Mondiale indoor | Noor Vidts Belgio | 4773 p.     | 1 marzo 2024 Glasgow, Regno Unito | Campionati del mondo indoor 2024 |

## Risultati

### 60 metri ostacoli
I 60 metri ostacoli si sono tenuti il 21 marzo, iniziati 10:05 (UTC+8) nella mattina.
| Pos. | Serie | Name                | Nazione     | Tempo | Punti | Note                          |
| ---- | ----- | ------------------- | ----------- | ----- | ----- | ----------------------------- |
| 1    | 2     | Taliyah Brooks      | Stati Uniti | 8.09  | 1109  |                               |
| 2    | 2     | Timara Chapman      | Stati Uniti | 8.24  | 1075  |                               |
| 3    | 2     | Kate O'Connor       | Irlanda     | 8.30  | 1061  | Miglior prestazione personale |
| 3    | 2     | Saga Vanninen       | Finlandia   | 8.30  | 1061  |                               |
| 3    | 1     | Camryn Newton-Smith | Australia   | 8.30  | 1061  | Miglior prestazione personale |
| 6    | 2     | Jana Koščak         | Croazia     | 8.39  | 1041  |                               |
| 7    | 2     | Célia Perron        | Francia     | 8.48  | 1021  |                               |
| 8    | 1     | Paulina Ligarska    | Polonia     | 8.51  | 1015  |                               |
| 9    | 1     | Vanessa Grimm       | Germania    | 8.54  | 1008  | Miglior prestazione personale |
| 9    | 1     | Yuliya Loban        | Ucraina     | 8.54  | 1008  |                               |
| 11   | 1     | Szabina Szűcs       | Ungheria    | 8.58  | 1000  |                               |
| 12   | 2     | Xénia Krizsán       | Ungheria    | 8.61  | 993   |                               |
| 13   | 1     | Template:Ill        | Cina        | 8.62  | 991   | Miglior prestazione personale |
| 14   | 1     | Bianca Salming      | Svezia      | 8.78  | 956   |                               |

### Salto in alto
Il salto in alto si è tenuto il 21 marzo, iniziato alle 10:45 (UTC+8).
| Pos. | Atleta              | Nazione     | 1.60 | 1.63 | 1.66 | 1.69 | 1.72 | 1.75 | 1.78 | 1.81 | 1.84 | Risultato | Punti | Note                                     | Totale |
| ---- | ------------------- | ----------- | ---- | ---- | ---- | ---- | ---- | ---- | ---- | ---- | ---- | --------- | ----- | ---------------------------------------- | ------ |
| 1    | Kate O'Connor       | Irlanda     | –    | –    | o    | o    | o    | o    | o    | o    | xxx  | 1.81      | 991   |                                          | 2052   |
| 2    | Timara Chapman      | Stati Uniti | –    | –    | –    | –    | o    | o    | o    | xo   | xxx  | 1.81      | 991   | Miglior prestazione personale            | 2066   |
| 3    | Saga Vanninen       | Finlandia   | –    | –    | –    | –    | xo   | xo   | xo   | xo   | xxx  | 1.81      | 991   | Miglior prestazione personale            | 2052   |
| 4    | Bianca Salming      | Svezia      | –    | –    | o    | o    | o    | o    | o    | xxx  |      | 1.78      | 953   | Miglior prestazione personale stagionale | 1909   |
| 5    | Taliyah Brooks      | Stati Uniti | –    | –    | –    | o    | o    | xo   | xo   | xxx  |      | 1.78      | 953   | Miglior prestazione personale stagionale | 2062   |
| 6    | Célia Perron        | Francia     | –    | –    | o    | o    | xxo  | xxo  | xo   | xxx  |      | 1.78      | 953   | Miglior prestazione personale stagionale | 1974   |
| 7    | Camryn Newton-Smith | Australia   | –    | –    | –    | o    | o    | o    | xxo  | xxx  |      | 1.78      | 953   |                                          | 2014   |
| 8    | Szabina Szűcs       | Ungheria    | –    | –    | o    | o    | xxo  | o    | xxx  |      |      | 1.75      | 916   |                                          | 1916   |
| 9    | Paulina Ligarska    | Polonia     | –    | o    | o    | xo   | o    | xo   | xxx  |      |      | 1.75      | 916   |                                          | 1931   |
| 10   | Vanessa Grimm       | Germania    | –    | o    | o    | o    | xo   | xxo  | xxx  |      |      | 1.75      | 916   | Miglior prestazione personale stagionale | 1924   |
| 11   | Jana Koščak         | Croazia     | –    | –    | o    | –    | o    | xxx  |      |      |      | 1.72      | 879   |                                          | 1920   |
| 12   | Xénia Krizsán       | Ungheria    | o    | o    | o    | o    | xxx  |      |      |      |      | 1.69      | 842   | Miglior prestazione personale stagionale | 1835   |
| 12   | Template:Ill        | Cina        | o    | o    | o    | o    | xxx  |      |      |      |      | 1.69      | 842   |                                          | 1833   |
| 14   | Yuliia Loban        | Ucraina     | o    | o    | o    | xxx  |      |      |      |      |      | 1.66      | 806   |                                          | 1814   |

### Getto del peso
The shot put was held on 21 March, starting at 13:15 (UTC+8) in the afternoon.
| Pos. | Atleta              | Nationality | 1°    | 2°    | 3°    | Risultato | Punti | Note                                     | Totale |
| ---- | ------------------- | ----------- | ----- | ----- | ----- | --------- | ----- | ---------------------------------------- | ------ |
| 1    | Saga Vanninen       | Finlandia   | 15.20 | 14.59 | 15.81 | 15.81     | 915   | Miglior prestazione personale stagionale | 2967   |
| 2    | Bianca Salming      | Svezia      | 14.08 | 14.69 | X     | 14.69     | 840   |                                          | 2749   |
| 3    | Kate O'Connor       | Irlanda     | 13.57 | 14.64 | 13.95 | 14.64     | 837   | Miglior prestazione personale            | 2889   |
| 4    | Vanessa Grimm       | Germania    | 14.63 | 14.51 | 14.62 | 14.63     | 836   |                                          | 2760   |
| 5    | Taliyah Brooks      | Stati Uniti | X     | 14.08 | 14.39 | 14.39     | 820   | Miglior prestazione personale            | 2882   |
| 6    | Yuliia Loban        | Ucraina     | 14.01 | X     | X     | 14.01     | 795   |                                          | 2609   |
| 7    | Paulina Ligarska    | Polonia     | 13.98 | X     | X     | 13.98     | 793   |                                          | 2724   |
| 8    | Xénia Krizsán       | Ungheria    | 12.46 | 13.12 | 13.29 | 13.29     | 747   |                                          | 2582   |
| 9    | Timara Chapman      | Stati Uniti | 12.72 | 13.23 | 12.81 | 13.23     | 743   |                                          | 2809   |
| 10   | Camryn Newton-Smith | Australia   | 13.06 | 12.14 | X     | 13.06     | 731   | Miglior prestazione personale stagionale | 2745   |
| 11   | Szabina Szűcs       | Ungheria    | 11.60 | 13.06 | 11.97 | 13.06     | 731   | Miglior prestazione personale stagionale | 2647   |
| 12   | Template:Ill        | Cina        | 11.60 | 13.06 | 11.97 | 13.06     | 731   | Miglior prestazione personale stagionale | 2647   |
| 13   | Célia Perron        | Francia     | 12.06 | X     | X     | 12.06     | 665   |                                          | 2639   |
| 14   | Jana Koščak         | Croazia     | 11.20 | 11.27 | 12.05 | 12.05     | 664   | Miglior prestazione personale stagionale | 2584   |

### Salto in lungo
Il salto in lungo si è svolto il 21 marzo, ed è iniziato alle 18:42 (UTC+8).
| Pos. | Atleta              | Nazione     | 1°   | 2°   | 3°   | Risultato | Punti | Note                                     | Totale |
| ---- | ------------------- | ----------- | ---- | ---- | ---- | --------- | ----- | ---------------------------------------- | ------ |
| 1    | Saga Vanninen       | Finlandia   | 5.81 | 6.37 | 6.33 | 6.37      | 965   |                                          | 3932   |
| 2    | Taliyah Brooks      | Stati Uniti | 6.16 | 6.35 | X    | 6.35      | 959   |                                          | 3841   |
| 3    | Kate O'Connor       | Irlanda     | 6.30 | 6.32 | X    | 6.32      | 949   | Miglior prestazione personale            | 3838   |
| 4    | Jana Koščak         | Croazia     | X    | 6.26 | 5.99 | 6.26      | 930   |                                          | 3514   |
| 5    | Szabina Szűcs       | Ungheria    | X    | X    | 6.22 | 6.22      | 918   | Miglior prestazione personale stagionale | 3565   |
| 6    | Xénia Krizsán       | Ungheria    | 6.17 | X    | X    | 6.17      | 902   | Miglior prestazione personale stagionale | 3484   |
| 7    | Vanessa Grimm       | Germania    | 4.42 | 5.74 | 6.09 | 6.09      | 877   | Miglior prestazione personale stagionale | 3637   |
| 8    | Célia Perron        | Francia     | X    | X    | 6.07 | 6.07      | 871   |                                          | 3510   |
| 9    | Liu Jingyi          | Cina        | 6.04 | 5.97 | 6.01 | 6.04      | 862   | Miglior prestazione personale            | 3421   |
| 10   | Timara Chapman      | Stati Uniti | 6.00 | 5.89 | 6.02 | 6.02      | 856   |                                          | 3665   |
| 11   | Camryn Newton-Smith | Australia   | 5.73 | 5.91 | X    | 5.91      | 822   | Miglior prestazione personale stagionale | 3567   |
| 12   | Yuliia Loban        | Ucraina     | 5.73 | X    | 5.73 | 5.73      | 768   |                                          | 3377   |
| 13   | Bianca Salming      | Svezia      | X    | X    | 5.47 | 5.47      | 691   |                                          | 3440   |
|      | Paulina Ligarska    | Polonia     | X    | X    | X    | NM        | 0     |                                          | 2724   |

### 800 metri piani
Gli 800 metri sono stati corsi il 21 marzo, iniziati alle 21:15 (UTC+8).
| Pos. | Atleta           | Nazione     | Risultato | Punti | Note                                     | Totale |
| ---- | ---------------- | ----------- | --------- | ----- | ---------------------------------------- | ------ |
| 1    | Xénia Krizsán    | Ungheria    | 2:12.36   | 930   | Miglior prestazione personale stagionale | 4414   |
| 2    | Célia Perron     | Francia     | 2:12.84   | 923   |                                          | 4433   |
| 3    | Kate O'Connor    | Irlanda     | 2:14.19   | 904   |                                          | 4742   |
| 4    | Saga Vanninen    | Finlandia   | 2:15.28   | 889   |                                          | 4821   |
| 5    | Bianca Salming   | Svezia      | 2:15.86   | 881   |                                          | 4321   |
| 6    | Szabina Szűcs    | Ungheria    | 2:16.44   | 873   | Miglior prestazione personale stagionale | 4438   |
| 7    | Paulina Ligarska | Polonia     | 2:17.21   | 862   |                                          | 3586   |
| 8    | Jana Koščak      | Croazia     | 2:18.20   | 848   |                                          | 4362   |
| 9    | Vanessa Grimm    | Germania    | 2:18.50   | 844   | Miglior prestazione personale stagionale | 4481   |
| 10   | Taliyah Brooks   | Stati Uniti | 2:19.67   | 828   |                                          | 4669   |
| 11   | Timara Chapman   | Stati Uniti | 2:20.95   | 811   |                                          | 4476   |
| 12   | Liu Jingyi       | Cina        | 2:25.55   | 750   | Miglior prestazione personale            | 4171   |
| 13   | Yuliya Loban     | Ucraina     | 2:25.76   | 747   |                                          | 4124   |

### Riepilogo
| Rank    | Nome                | Nazione     | Punti | Note                                     |
| ------- | ------------------- | ----------- | ----- | ---------------------------------------- |
| Oro     | Saga Vanninen       | Finlandia   | 4821  |                                          |
| Argento | Kate O'Connor       | Irlanda     | 4742  |                                          |
| Bronzo  | Taliyah Brooks      | Stati Uniti | 4669  | Miglior prestazione personale            |
| 4       | Vanessa Grimm       | Germania    | 4481  | Miglior prestazione personale stagionale |
| 5       | Timara Chapman      | Stati Uniti | 4476  |                                          |
| 6       | Szabina Szűcs       | Ungheria    | 4438  | Miglior prestazione personale stagionale |
| 7       | Célia Perron        | Francia     | 4433  |                                          |
| 8       | Xénia Krizsán       | Ungheria    | 4414  | Miglior prestazione personale stagionale |
| 9       | Jana Koščak         | Croazia     | 4362  |                                          |
| 10      | Bianca Salming      | Svezia      | 4321  |                                          |
| 11      | Liu Jingyi          | Cina        | 4171  | Miglior prestazione personale            |
| 12      | Yuliya Loban        | Ucraina     | 4124  |                                          |
| 13      | Paulina Ligarska    | Polonia     | 3586  |                                          |
|         | Camryn Newton-Smith | Australia   | DNF   |                                          |